# Hartley Sawyer
Hartley Sawyer (Goshen, New York, 1985. január 25. –) amerikai színész, producer és író.
2017–2020 között a Flash – A Villám szereplője volt. 2017 júliusában a CW és a DC Entertainment bejelentette, hogy Hartley lesz Ralph Dibny, más néven Elongated Man a Flash – A Villám sorozat új évadjában.

## Filmográfia

### Filmj
| Év   | Cím                              | Szerep         | Megjegyzések |
| ---- | -------------------------------- | -------------- | ------------ |
| 2006 | Thursday                         | Andrew Kepling |              |
| 2006 | Gizor & Gorm                     | Gizor          | rövidfilm    |
| 2008 | Killian                          | Donovan        | rövidfilm    |
| 2010 | Delmer Builds a Machine          | Ő              | rövidfilm    |
| 2013 | The Blade Runner Holiday Special | Ron Batty      | rövidfilm    |
| 2014 | Kept Man                         | Brian          | rövidfilm    |
| 2015 | SPiN                             | Scott Angelus  | rövidfilm    |

### Televízió
| Év        | Magyar cím            | Eredeti cím                           | Szerep                      | Megjegyzések                                        |
| --------- | --------------------- | ------------------------------------- | --------------------------- | --------------------------------------------------- |
| 2008–2009 |                       | I Am Not Infected                     | Hartley                     | főszereplő (27 epizód)                              |
| 2010–2011 |                       | Glory Daze                            | Brian Vandergriff           | főszereplő (10 epizód)                              |
| 2012      |                       | Jane by Design                        | Brad                        | 1 epizód                                            |
| 2012      |                       | GCB                                   | Bozeman Peacham             | 3 epizód                                            |
| 2012      | Ne bízz a ribiben!    | Don't Trust the B---- in Apartment 23 | Charles                     | - 1 epizód - magyar hangja:[forrás?] - Posta Victor |
| 2013      | NCIS: Los Angeles     | NCIS: Los Angeles                     | Alan Sanderson              | 1 epizód                                            |
| 2013–2014 | Nyughatatlan fiatalok | The Young and the Restless            | Kyle Abbott                 | 56 epizód                                           |
| 2014      | Kertvárosba száműzve  | Suburgatory                           | gondnok                     | 1 epizód                                            |
| 2015      |                       | The McCarthys                         | Daniel                      | 1 epizód                                            |
| 2016      |                       | Filthy Preppy Teen$                   | Nathaniel                   | 1 epizód                                            |
| 2016      |                       | Laura                                 | Matthew / Priestley         | 2 epizód                                            |
| 2016      |                       | Single by 30                          | Scott                       | 1 epizód                                            |
| 2017–2020 | Flash – A Villám      | The Flash                             | Ralph Dibny / Elongated Man | visszatérő szereplő (50 epizód)                     |